# Sipyloidea aphanamixis
Sipyloidea aphanamixis är en insektsart som beskrevs av Thanasinchayakul 2006. Sipyloidea aphanamixis ingår i släktet Sipyloidea och familjen Diapheromeridae. Inga underarter finns listade i Catalogue of Life.